# Domo-Farm Frites
A equipa Domo-Farm Frites é uma antiga equipa belga de ciclismo de estrada que existiu durante as temporadas 2001 e 2002 e que foi dirigido por Patrick Lefevere.

## História
A equipa Domo-Farm Frites fundou-se no final de 2000 das cinzas da equipa TVM-Farm Frites. Também inclui a parte belga do Mapei, incluindo em sua cabeça, Patrick Lefevere e vários ciclistas, incluindo Johan Museeuw. A equipa é especialista em clássicas flamengas, com duas vitórias na Paris-Roubaix, o 2001 com Knaven e com Museeuw o 2002. Outras vitórias destacadas são a Paris-Tours de 2001 e a etapa do Tour de France de 2002 com final ao Ventor, ambas por Richard Virenque. No final do 2002 Farm Frites anunciou que não renovaria seu patrocínio e a equipa se dissolveu. Uma parte da equipa uniu-se à equipa Lotto, com o patrocinador Domo e Axel Merckx, e a outra parte uniu-se aos restos do Mapei para formar o Quick Step.

## Corredor melhor classificado nas Grandes Voltas
| Ano  | Giro d'Italia             | Tour de France          | Volta a Espanha            |
| ---- | ------------------------- | ----------------------- | -------------------------- |
| 1980 | -                         | -                       | -                          |
| 1981 | -                         | -                       | -                          |
| 1982 | -                         | -                       | -                          |
| 1983 | -                         | -                       | -                          |
| 1984 | -                         | -                       | -                          |
| 1985 | -                         | -                       | -                          |
| 1986 | -                         | -                       | -                          |
| 1987 | 62.º Jean Habets          | -                       | -                          |
| 1988 | -                         | -                       | -                          |
| 1989 | 13.º Phil Anderson        | 38.º Phil Anderson      | -                          |
| 1990 | 33.º Phil Anderson        | 31.º Jörg Müller        | -                          |
| 1991 | 71.º Jörg Müller          | 13.º Gert-Jan Theunisse | 28.º Jesper Skibby         |
| 1992 | -                         | 13.º Gert-Jan Theunisse | 11.º Robert Millar         |
| 1993 | -                         | 24.º Robert Millar      | 15.º Robert Millar         |
| 1994 | -                         | 20.º Bo Hamburger       | 24.º Peter Meinert-Nielsen |
| 1995 | 95.º Bo Hamburger         | 17.º Bo Hamburger       | 31.º Peter Meinert-Nielsen |
| 1996 | 16.º Vladímir Pulnikov    | 13.º Bo Hamburger       | 40.º Maarten den Bakker    |
| 1997 | -                         | 23.º Laurent Roux       | 24.º Serguei Ivanov        |
| 1998 | 17.º Claus Michael Møller | Abandono                | 25.º Claus Michael Møller  |
| 1999 | 78.º Andreas Klier        | -                       | 21.º Michel Lafis          |
| 2000 | 70.º Michel Lafis         | 77.º Koos Moerenhout    | 39.º Guennadi Mijailov     |
| 2001 | -                         | 22.º Axel Meckx         | 16.º Tomáš Konečný         |
| 2002 | -                         | 16.º Richard Virenque   | 26.º Steven Kleynen        |

## Palmarés

### Clássicas
- Paris-Roubaix: 2001 (Servais Knaven); 2002 (Johan Museeuw)
- HEW Cyclassics: 2002 (Johan Museeuw)

### Grandes Voltas
- Tour de France. 1 vitória de etapa: 2002 (Richard Virenque)

### Campeonatos nacionais
- Campeonato da Bélgica de contrarrelógio: 2001 (Leif Hoste)
- Campeonato dos Estados Unidos em estrada: 2001 (Fred Rodríguez)

## Classificações UCI
Até o 1998 as equipas ciclistas encontravam-se classificados dentro da UCI numa única categoria. O 1999 a classificação UCI por equipas dividiu-se entre GSI, GSII e GSIII. De acordo com esta classificação os Grupos Desportivos E são a primeira categoria das equipas ciclistas profissionais. A seguinte classificação estabelece a posição da equipa ao finalizar a temporada.
| Temporada | Classificação por equipas | Melhor ciclista na classificação individual |
| --------- | ------------------------- | ------------------------------------------- |
| 2001      | 10.º                      | Romāns Vainšteins (12.º)                    |
| 2002      | 15.º                      | Johan Museeuw (16.º)                        |